# Hypochaeris
Porcelle
Genre
Classification APG II (2003)
Hypochaeris, les Porcelles, est un genre de plante à fleurs de la famille des Asteraceae.
Ce sont des plantes herbacées.

## Étymologie
Son nom provient du grec ὑπό (sous, en dessous) et χοῖρος (petit cochon).

## Taxonomie

### Liste d'espèces
Selon NCBI (14 févr. 2012) :
- Hypochaeris acaulis
- Hypochaeris achyrophorus
- Hypochaeris angustifolia
- Hypochaeris apargioides
- Hypochaeris arachnoidea
- Hypochaeris argentina
- Hypochaeris barbata
- Hypochaeris brasiliensis
- Hypochaeris caespitosa
- Hypochaeris chillensis
- Hypochaeris chondrilloides
- Hypochaeris clarionoides
- Hypochaeris cretensis
- Hypochaeris elata
- Hypochaeris eremophila
- Hypochaeris gayana
- Hypochaeris glabra
- Hypochaeris graminea
- Hypochaeris grandiflora
- Hypochaeris hookeri
- Hypochaeris illyrica
- Hypochaeris incana
- Hypochaeris laevigata
- Hypochaeris leontodontoides
- Hypochaeris maculata
- Hypochaeris megapotamica
- Hypochaeris meyeniana
- Hypochaeris microcephala
- Hypochaeris oligocephala
- Hypochaeris palustris
- Hypochaeris pampasica
- Hypochaeris patagonica
- Hypochaeris radicata
- Hypochaeris robertia
- Hypochaeris rutea
- Hypochaeris salzmanniana
- Hypochaeris scorzonerae
- Hypochaeris sessiliflora
- Hypochaeris spathulata
- Hypochaeris taraxacoides
- Hypochaeris tenuifolia
- Hypochaeris thrincioides
- Hypochaeris uniflora

### Synonymes
- Achyrophorus Adans. in Fam. Pl. 2: 112, 512 (1763), nom. superfl.
- Porcellites Cass. in G.-F.Cuvier, Dict. Sci. Nat., ed. 2. 25: 64 (1822)
- Agenora D.Don in Edinburgh New Philos. J. 6: 310 (1828-1829 publ. 1829)
- Amblachaenium Turcz. ex DC. in Prodr. 7: 94 (1838)
- Arachnopogon Berg ex Haberle in Cat. Pesth., ed. 2, 1: 11 (1832)
- Baldingeria F.W.Schmidt in Samml. Phys. Aufsätze Böhm. Naturgesch. 1: 277 (1795)
- Cycnoseris Endl. in Bot. Zeitung (Berlin) 1: 458 (1843)
- Distoecha Phil. in Anales Mus. Nac. Santiago de Chile 2(Bot. 8): 36 (1891)
- Fabera Sch.Bip. in Nov. Actorum Acad. Caes. Leop.-Carol. Nat. Cur. 21(1): 129 (1845)
- Heywoodiella Svent. & Bramwell in Acta Phytotax. Barcinon. 7: 5 (1971)
- Metabasis DC. in Prodr. 7: 97, 307 (1838)
- Oreophila D.Don in Trans. Linn. Soc. London 16: 178 (1830)
- Piptopogon Cass. in G.-F.Cuvier, Dict. Sci. Nat., ed. 2. 48: 434, 507 (1827)
- Robertia A.Rich. ex DC. in J.B.A.M.de Lamarck & A.P.de Candolle, Fl. Franç., éd. 3, 6: 453 (1815), nom. illeg.
- Seriola L. in Sp. Pl., ed. 2.: 1139 (1763)
- Trommsdorffia Bernh. in Syst. Verz. Erf.: 102 (1800)